# Луций Росций Елиан Меций Целер
Вижте пояснителната страница за други личности с името Луций Росций Елиан.
Луций Росций Елиан Меций Целер (на латински: Lucius Roscius Aelianus Maecius Celer) e сенатор на Римската империя през 1 и 2 век.
Произлиза от Тараконска Испания и вероятно е син на Марк Росций Целий (суфектконсул 81 г.).
През 87 г. Росций е трибун в IX Испански легион и има успехи против хатите. Става квестор, народен трибун и претор по времето на император Домициан. През ноември и декември 100 г. Росций е суфектконсул заедно с Тиберий Клавдий Сакердот Юлиан. След това е проконсул на Африка от 116/117 до 117/118 г. Вероятно е брат на Марк Меций Целер (суфектконсул 101 г.).